# CIL II 5679
CIL II 5679 (= ILS 1113) è un'epigrafe in lingua latina raccolta nel secondo volume del Corpus Inscriptionum Latinarum. Corrisponde all'iscrizione n. 1113 del corpus Inscriptiones Latinae Selectae. È stata ritrovata a León nella provincia di León, in Spagna.